# كأس الأمير 1988–89
أقيمت قرعة كأس الأمير في موسم 1988/1989 على الشكل التالي :

## الدور التمهيدي
- نادي الفحيحيل (4) × نادي خيطان (2) ضربات جزاء
- نادي اليرموك (3) × نادي الساحل الكويتي (2)
- نادي التضامن الكويتي (3) × نادي الشباب الكويتي (1)
- نادي السالمية (4) × نادي الصليبيخات (0)
- نادي كاظمة (2) × نادي الجهراء (0)
- نادي القادسية الكويتي (2) × نادي النصر الكويتي (0)

## دور الثمانية
- نادي كاظمة (2) × نادي التضامن الكويتي (0)
- نادي القادسية الكويتي (1) × نادي السالمية (0)
- نادي العربي الكويتي (8) × نادي الفحيحيل (7) ضربات جزاء
- نادي اليرموك (1) × نادي الكويت (0)

## الدور قبل النهائي
- نادي العربي الكويتي (2) × نادي كاظمة (0)
- نادي القادسية الكويتي (2) × نادي اليرموك (1)

## تحديد الثالث والرابع
- نادي كاظمة (1) × نادي اليرموك (0)

## النهائي
- نادي القادسية الكويتي (2) × نادي العربي الكويتي (1)

سجل أهداف القادسية :
- محمد إبراهيم
- سالم ميرزا

سجل هدف العربي :
- عبد الله منصور

## مقتطفات من البطولة
- فوز نادي القادسية الكويتي جاء بعد غياب استمر 10 سنوات.
- لقاء القادسية والعربي في النهائي جاء بعد 17 سنة من لقاءهم الأخير.
- يعتبر النهائي هو أكثر النهائيات التي حضرت فيها الجماهير حيث حضر ما يزيد عن 35 ألف متفرج.
- تم تسجيل 33 هدف في 14 مباراة في هذا الموسم.
- هداف البطولة هو لاعب نادي كاظمة صالح المسند برصيد 3 أهداف.
- نادي الصليبيخات ونادي النصر الكويتي لم تسجل أي هدف في هذه البطولة.
- أكثر الفرق تسجيلا للأهداف في هذه البطولة هو نادي القادسية الكويتي برصيد 7 أهداف.